# Vejsplachy
Vejsplachy jsou přírodní památka na jihozápadním okraji města Vrchlabí v okrese Trutnov v Královéhradeckém kraji. Vyhlášena byla k ochraně vlhkých luk a lužního lesa s výskytem ohrožených druhů rostlin (např. prstnatec májový, bledule jarní, vachta trojlistá) a živočichů (např. modrásek bahenní, ropucha obecná nebo užovka obojková).

## Historie
Lokalitu poprvé popsal botanik Ladislav Josef Čelakovský v díle Prodrom květeny české. Pozemky přírodní památky v minulosti sloužily k lučnímu hospodaření, při němž pojezdy techniky vytvářely mělké tůňky, které se rychle zazemňovaly. V několika letech před vyhlášením přírodní památky přestalo být seno odváženo a posečené hmota začala být ponechávána na místě. Nevelký lužní les se vyvíjí samovolně a část území sloužila jako černá skládka. Chráněné území vyhlásil Krajský úřad Královéhradeckého kraje v kategorii přírodní památka s účinností od 20. února 2020.

## Přírodní poměry
Přírodní památka s rozlohou 3,34 hektaru leží v katastrálním území Vrchlabí v okrese Trutnov. Nachází na jihozápadním okraji města na břehu rybníka Vejsplachy.

### Abiotické poměry
Geologické podloží tvoří prvohorní horniny překryté svahovým hlinitými až hlinitopísčitými sedimenty a fluviálními písky až štěrky. V geomorfologickém členění Česka přírodní památka leží v celku Krkonošské podhůří, podcelku Podkrkonošská pahorkatina a okrsku Hostinská pahorkatina. Území se nachází v nadmořské výšce 469–476 metrů a je mírně skloněné směrem k vodní ploše. Z půdních typů se na usazeninách vyvinuly gleje. Součástí přírodní památky jsou malá část rybníka Vejsplachy a drobné tůně vytvořené pojezdy zemědělské mechanizace. V rámci Quittovy klasifikace podnebí se přírodní památka nachází v mírně teplé oblasti MT2, pro nichž je typických 140–160 dní s teplotou nad 10 °C a celkový úhrn srážek 700–800 milimetrů.

### Flóra a fauna
V chráněném území bylo nalezeno pět druhů zvláště chráněných rostlin: prstnatec májový (Dactylorhiza majalis), sněženka podsněžník (Galanthus nivalis), bledule jarní (Leucojum vernum), vachta trojlistá (Menyanthes trifoliata) a řebčík kostkovaný (Fritillaria meleagris). Sněženka a řepčík jsou v lokalitě nepůvodní a pochází ze sousedních zahrádek.
Z ohrožených druhů živočichů byli v přírodní památce roku 2017 zaznamenáni modrásek bahenní (Phengaris nausithous), ropucha obecná (Bufo bufo), užovka obojková (Natrix natrix), lejsek šedý (Musticapa striata) a veverka obecná (Sciurus vulgaris).

## Ochrana přírody
Předmětem ochrany jsou biotopy rákosin eutrofních stojatých vod (0,37 % rozlohy), mezofilní ovsíkové louky (asi 1 % rozlohy), vlhké pcháčové louky (33 % rozlohy), údolní jasanovo-olšový luh (66 % rozlohy) a jejich společenstva. Kromě toho jsou součástí předmětu ochrany také všechny chráněné a ohrožené druhy, které se na lokalitě vyskytují. Cílem ochrany je udržení jejich vitálních populací.